# Indische Cricket-Nationalmannschaft in England in der Saison 1952
Die Tour der indischen Cricket-Nationalmannschaft nach England in der Saison 1952 fand vom 8. Juni bis zum 19. August 1952. Die internationale Cricket-Tour war Bestandteil der Internationalen Cricket-Saison 1952 und umfasste vier Tests. England gewann die Serie 3–0.

## Vorgeschichte
Für beide Mannschaften war es die erste Tour der Saison.
Das letzte Aufeinandertreffen der beiden Mannschaften bei einer Tour fand in der Saison 1946 in England statt.

## Stadien
Die folgenden Stadien wurden für die Tour als Austragungsort vorgesehen.
| Stadion                     | Stadt      | Kapazität | Spiele  |
| --------------------------- | ---------- | --------- | ------- |
| Headingley Stadium          | Leeds      | 17.000    | 1. Test |
| The Oval                    | London     | 23.500    | 4. Test |
| Lord’s Cricket Ground       | London     | 30.000    | 2. Test |
| Old Trafford Cricket Ground | Manchester | 19.000    | 3. Test |

## Kaderlisten
Die Mannschaften benannten die folgenden Kader.
| Test | Test |
| England | Indien |
| --- | --- |
| - Leonard Hutton (K) - Alec Bedser - Denis Compton - Godfrey Evans (wk) - Tom Graveney - Jack Ikin - Roly Jenkins - Jim Laker - Tony Lock - Peter May - David Sheppard - Reg Simpson - Fred Trueman - Allan Watkins - Willie Watson | - Vijay Hazare (K) - Hamu Adhikari - Ghulam Ahmed - Ramesh Divecha - Datta Gaekwad - Coimbatarao Gopinath - Vinoo Mankad - Vijay Manjrekar - M. K. Mantri (wk) - Dattu Phadkar - Gulabrai Ramchand - Pankaj Roy - Khokhan Sen - Sadu Shinde - Polly Umrigar |

## Tour Matches
Indien bestritt während der Tour 28 Tour-Matches.

## Tests

### Erster Test in Leeds
| 5. – 9. Juni Scorecard | Leeds | Indien 293 (126.3) & 165 (67) | – | England 334 (165.2) & 128-3 (55) |
|                        |       | England gewinnt mit 7 Wickets |   |                                  |

Indien gewann den Münzwurf und entschied sich als Schlagmannschaft zu beginnen.

### Zweiter Test in London
| 19. – 24. Juni Scorecard | London (Lord’s) | Indien 235 (94.3) & 378 (122) | – | England 537 (206.4) & 79-2 (49.2) |
|                          |                 | England gewinnt mit 8 Wickets |   |                                   |

Indien gewann den Münzwurf und entschied sich als Schlagmannschaft zu beginnen.

### Dritter Test in Manchester
| 17. – 19. Juli Scorecard | Manchester | England 347 (144)                              | – | Indien 58 (21.4) & 82 (36.3) (f/o) |
|                          |            | England gewinnt mit einem Innings und 207 Runs |   |                                    |

England gewann den Münzwurf und entschied sich als Schlagmannschaft zu beginnen.

### Vierter Test in London
| 14. – 19. August Scorecard | London (Oval) | England 326-6d (154) | – | Indien 98 (38.5) |
|                            |               | Remis                |   |                  |

England gewann den Münzwurf und entschied sich als Schlagmannschaft zu beginnen.